# Isabelle Brockenhuus-Løwenhielm
Isabelle Julie Marie Brockenhuus-Løwenhielm (9. juli 1856 på Vejrupgård, Marslev Sogn – 16. maj 1932 i København) var en dansk adelsdame og grundlægger af Sankt Lukas Stiftelsen.
Hun var datter af godsejer Johan Bülow Brockenhuus von Løwenhielm (1815-68) og Juliane Marie Hansen (1830-1910). Hendes barndom udfoldede sig på det fynske gods Vejrupgaard, men ved faderens død blev godset i 1880 solgt og familien flytte til København. Hun var ikke nogen traditionel adelsdame efter datidens normer, idet hun ikke lod sig nøje med et komfortabelt, stillestående liv, men tværtimod var fuld af virkelyst. I storbyen blev hun optaget af sociale problemer, særligt fattige børn, der levede på gaden. Hun arrangerede derfor arbejdsstuer, hvor børnene kunne lave fornuftige sysler i stedet for.
Senere blev hun optaget af sygepleje og oprettede den første egentlige uddannelse i faget. I 1894 åbnede hendes sygehus baseret på kristne værdier, men da hun efterhånden havde brugt sine økonomiske midler, måtte hun skabe en varig løsning, der bestod i at omdanne den til diakonissehus. I 1899 opsøgte hun pastor Vilhelm Kold fra Indre Mission med tilbud om samarbejde. I 1900 kunne Diakonissehuset Sankt Lukas Stiftelsen, som hun blev forstanderinde for, således stiftes som den anden diakonissestiftelse i Danmark.
Isabelle Brockenhuus-Løwenhielm var overordentlig stiftsdame i Vallø Stift, fik Fortjenstmedaljen af guld 1906, blev æresmedlem af Dansk Sygeplejeråd 1923 og af SLSs bestyrelse 1931. I 1900 forfattede hun sammen med pastor Kold St. Lucas Søstrenes A-B-C.